# Heleodromia angulata
Heleodromia angulata är en tvåvingeart som beskrevs av Wagner 2003. Heleodromia angulata ingår i släktet Heleodromia och familjen Brachystomatidae. Inga underarter finns listade i Catalogue of Life.